# Monte Roots
El monte Roots es una montaña ubicada en la isla San Pedro, la mayor del archipiélago subantártico de las islas Georgias del Sur, en el océano Atlántico Sur, cuya soberanía está en disputa entre el Reino Unido el cual las administra como «Territorio Británico de Ultramar de las islas Georgias del Sur y Sandwich del Sur», y la República Argentina que las integra al Departamento Islas del Atlántico Sur, dentro de la Provincia de Tierra del Fuego, Antártida e Islas del Atlántico Sur.
Se ubica cerca de la cabeza del glaciar Nordenskjold, a 6 km al sureste del Monte Paget. Su pico occidental se eleva a 2158 m s. n. m.; su pico oriental a 2270 m s. n. m. Es la quinta elevación más alta de la isla. Se encuestó en el período 1925-1930 por el personal de Investigaciones Discovery, y luego por la encuesta de Georgia del Sur (SGS), 1951-1952. Fue nombrado por James W. Roots, un miembro de la SGS, entre 1951 y 1952.
La primera ascensión fue hecha por los escaladores británicos Will Manners y Stuart Macdonald, en enero de 2001.